# Refugi de Viadós
El Refugi de Viadós o Biadós és un refugi guardat que es troba a 1.760 m d'altitud al Sobrarb, i situat a la Vall de Gistau, al marge dret del barranc dels Oriel, a sobre del campament Virgen Blanca. És un refugi particular regentat per la família Cazcarra.